# 969 Leocadia
969 Leocadia, asteroid glavnog pojasa. Otkrio ga je Sergej Beljavski, 5. studenog 1921.

## Vanjske poveznice
- Minor Planet Center